# 朝鲜民主主义人民共和国植物相

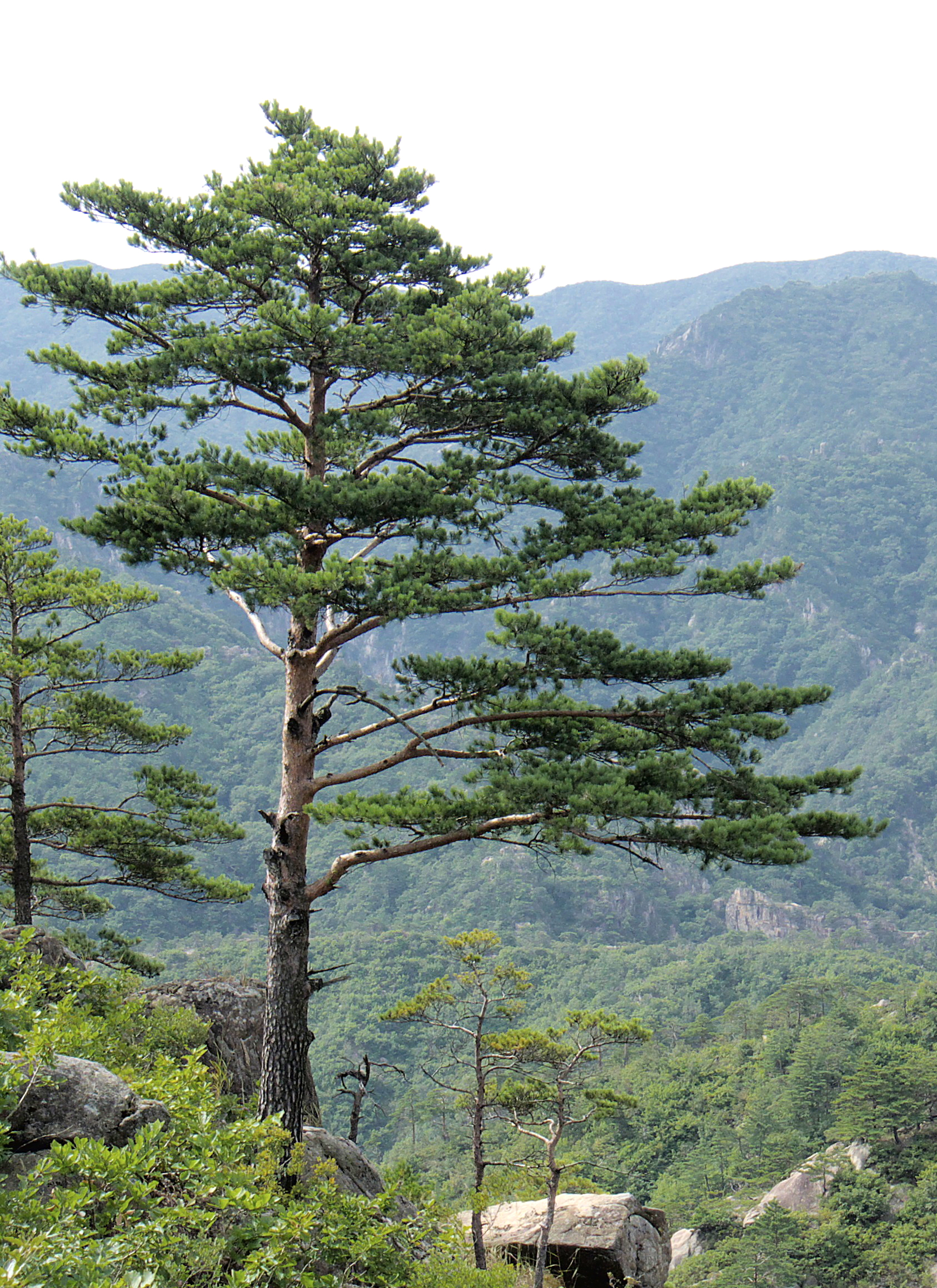
赤松在北韓相當常見

朝鲜民主主义人民共和国植物相與北半球其他溫帶地區有許多相似之處，其生態系多屬北方針葉林。目前共記錄有2,898種植物，其中14%為特有種。朝鲜平地的原生植物泰半因都市擴張與農業等人類活動而消失，高地則尚存有原生的松柏，其中又以赤松為大宗。
北韓的植物中，有4種被認為瀕臨絕種，其中又有3種因形態特殊，在其他現生植物中均無特別相似的類群，而被歸入各自的單型屬中。其中薔薇科植物Pentactina rupicola只分布於江原道的金剛山區，分子證據顯示薔薇科中，它與分布於北美的岩绣菊属的親緣關係最為接近。另一種瀕臨絕種的植物是朝鲜白连翘，分布於朝鮮半島中部，除了在北韓被栽種外，也作為園藝植物被引進英國與北美，北韓曾發行以其為主題的郵票。Sophora koreensis也是北韓瀕臨絕種的植物，原本屬於單型屬Echinosophora，但有研究以基因序列分析槐屬物種與它的演化關係，主張此植物應該被歸入槐屬中。
北韓最大的植物園是1959年完工、位於首都平壤大城山山腳的朝鮮中央植物園。